# Team Novo Nordisk
A Team Novo Nordisk–Type 1 (UCI csapatkód: TNN) egy amerikai profi kerékpárcsapat. profi kontinentális besorolással rendelkezik.

## Keret (2023)
| A csapat versenyzői 2023             | A csapat versenyzői 2023 | A csapat versenyzői 2023                       | A csapat versenyzői 2023 |
| Név                                  | Születésnap              | Előző csapat                                   |                          |
| ------------------------------------ | ------------------------ | ---------------------------------------------- | ------------------------ |
| Hamish Beadle                        | 1998. április 2.         | Team Novo Nordisk Development (2019)           |                          |
| Sam Brand                            | 1991. február 27.        | Team Novo Nordisk (2017)                       |                          |
| Robbe Ceurens (jan. 1.–máj. 24.)     | 2001. június 29.         | Team Novo Nordisk Development (2021)           |                          |
| Stephen Clancy                       | 1992. július 19.         |                                                |                          |
| Lucas Dauge                          | 1996. december 28.       |                                                |                          |
| Gerd de Keijzer                      | 1994. január 18.         |                                                |                          |
| Jan Dunnewind                        | 1998. július 8.          | Team Novo Nordisk Development (2021)           |                          |
| Joonas Henttala                      | 1991. szeptember 17.     |                                                |                          |
| Declan Irvine                        | 1999. március 11.        |                                                |                          |
| Matyáš Kopecký                       | 2003. január 19.         | Acrog-Tormans/Balen BC (2021)                  |                          |
| Kusztor Péter                        | 1984. december 27.       | My Bike-Stevens (2018)                         |                          |
| David Lozano                         | 1988. december 21.       |                                                |                          |
| Andrea Peron                         | 1988. október 28.        |                                                |                          |
| Logan Phippen                        | 1992. május 10.          |                                                |                          |
| Charles Planet                       | 1993. október 30.        |                                                |                          |
| Umberto Poli                         | 1996. augusztus 27.      | Team Novo Nordisk Development (2016)           |                          |
| Filippo Ridolfo                      | 2001. október 8.         | Team Novo Nordisk Development (2021)           |                          |
| Ulugbek Saidov                       | 1996. október 6.         | Tashkent City Professional Cycling Team (2022) |                          |
| Quinten De Graeve (jún. 7.–dec. 31.) | 2000. január 24.         | Team Novo Nordisk Development (2023)           |                          |
|                                      |                          |                                                |                          |
| Forrás: ProCyclingStats              |                          |                                                |                          |

## Külső hivatkozások
Hivatalos oldal